# حمض الياسمين
حمض الياسمين أو حمض الجاسمونيك (بالإنجليزية: Jasmonic acid)‏ هو مركب عضوي موجود في العديد من النباتات بما في ذلك الياسمين. ينتمي الجزيء إلى فئة الجاسمونات من الهرمونات النباتية. يتم تصنيعه حيويا من حمض اللينولينيك عن طريق مسار أوكتاديكانويد. تم عزله لأول مرة في عام 1957 باعتباره إستر ميثيل حمض الجاسمونيك من قبل الكيميائي السويسري إدوارد ديمول وزملائه. 

## التخليق الحيوي
يبدأ تخليقه الحيوي من حمض اللينولينيك الدهني، الذي يتم أكسجه بواسطة إنزيم شحمي شحمي (13-LOX)، مكونًا هيدرو بيروكسيد . يتم بعد ذلك تدوير هذا البيروكسيد في وجود سينسيز أكسيد الألين ليشكل أكسيد الألين . يتم تحفيز إعادة ترتيب أكسيد الألين لتكوين حمض 12-أوكسوفيتودينويك بواسطة إنزيم سيكلاز أكسيد الألين . تنتج سلسلة من عمليات الأكسدة β حمض 7-إيزوجاسمونيك. في غياب الإنزيم، يتصاوغ حمض الإيزوجازمونيك هذا إلى حمض الياسمين. 

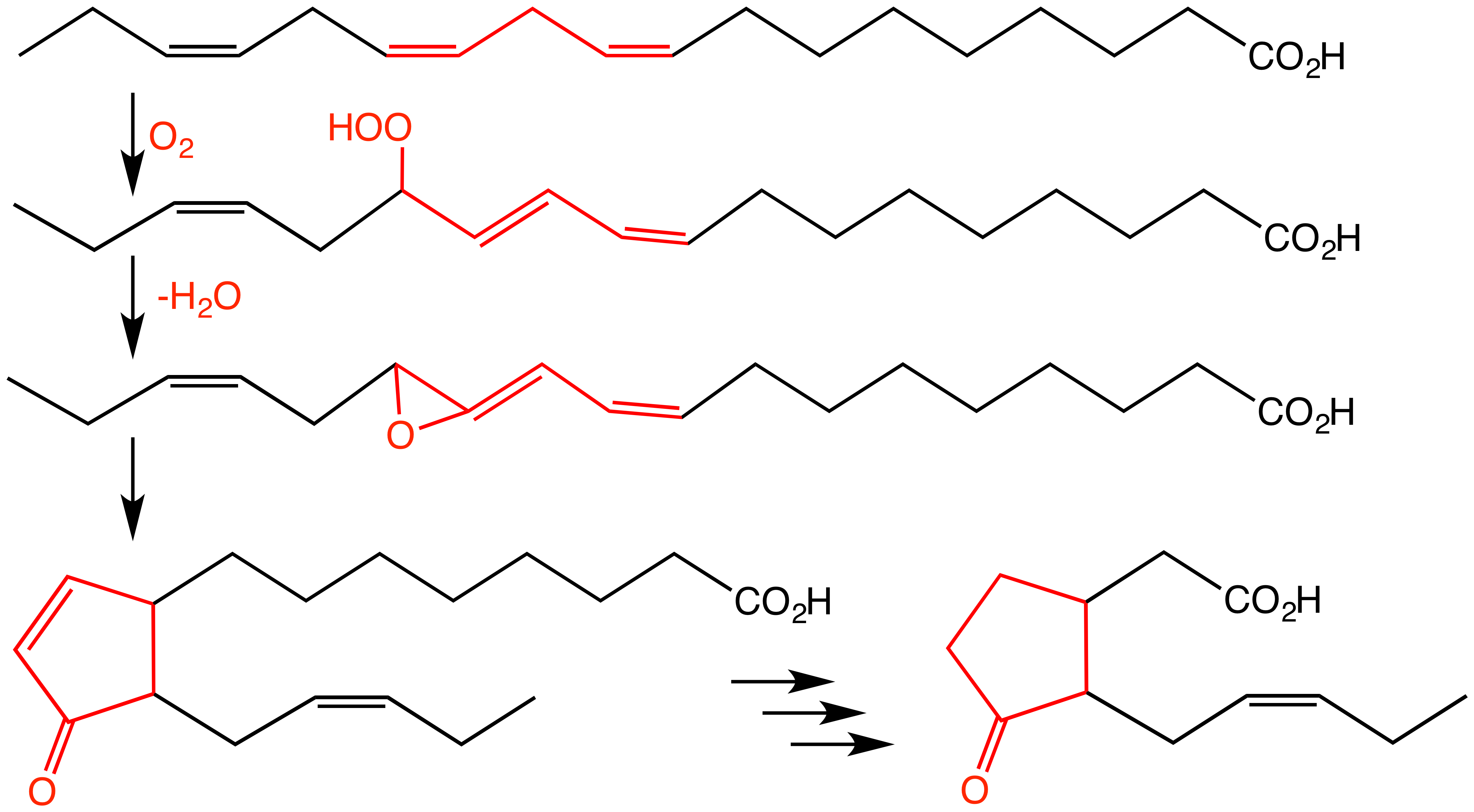
مسار التخليق الحيوي لحمض الجاسمونيك عبر وسيط أكسيد الألين. تم تسليط الضوء على قلب البنتادين الذي هو موقع التفاعلات.

## الوظيفة
تتمثل الوظيفة الرئيسية لحمض الجاسمينيك ومستقلباته المختلفة في تنظيم استجابات النبات للضغوط اللاأحيائية والحيوية بالإضافة إلى نمو النبات وتطوره.  تشمل عمليات نمو وتطور النبات الخاضعة للتنظيم تثبيط النمو، والشيخوخة، ولف المحلاق، وتطور الزهرة، وقطع الأوراق. JA مسؤولة أيضًا عن تكوين الدرنات في البطاطا والبطاطا الحلوة. وله دور مهم في الاستجابة لجروح النباتات والمقاومة الجهازية المكتسبة. يعد جين Dgl مسؤولاً عن الحفاظ على مستويات JA أثناء الظروف المعتادة في الذرة الشامية بالإضافة إلى الإطلاق الأولي لحمض الجاسمينيك بعد وقت قصير من التغذية عليه.  عندما تتعرض النباتات لهجوم من الحشرات، فإنها تستجيب بإطلاق حمض الجاسمينيك، الذي ينشط التعبير عن مثبطات الأنزيم البروتيني ، من بين العديد من مركبات الدفاع الأخرى المضادة للحيوانات العاشبة. تمنع مثبطات الأنزيم البروتيني نشاط التحلل البروتيني للبروتياز الهضمي للحشرات أو "البروتينات اللعابية"،  وبالتالي تمنعها من الحصول على النيتروجين اللازم في البروتين لنموها.  يقوم حمض الجاسمينيك أيضًا بتنشيط التعبير عن أوكسيديز البوليفينول الذي يعزز إنتاج الكينولين . يمكن أن تتداخل هذه مع إنتاج إنزيم الحشرة وتقلل من المحتوى الغذائي للنبات المبتلع. 
قد يكون لـحمض الجاسمينيك دور في مكافحة الآفات.  في الواقع، تم اعتبار حمض الجاسمينيك بمثابة معاملة للبذور من أجل تحفيز الدفاعات الطبيعية المضادة للآفات للنباتات التي تنبت من البذور المعاملة. في هذا التطبيق يتم رش الياسمونات على النباتات التي بدأت بالفعل في النمو.  هذه التطبيقات تحفز إنتاج مثبط الأنزيم البروتيني في النبات.  يمكن أن يؤدي إنتاج مثبط الأنزيم البروتيني هذا إلى حماية النبات من الحشرات، مما يقلل من معدلات الإصابة والأضرار المادية الناجمة عن الحيوانات العاشبة.  ومع ذلك، نظرًا لعلاقته المتضاربة مع حمض الساليسيليك (الذي يشكل إشارة مهمة في الدفاع ضد مسببات الأمراض) لدى بعض الأنواع النباتية، فقد يؤدي إلى زيادة التعرض للعوامل الفيروسية ومسببات الأمراض الأخرى.  في الذرة الشامية ، يتوسط حمض الساليسيليك وحمض الجاسمينيك بواسطة NPR1 (غير معبر عن الجينات المرتبطة بالتسبب في المرض 1)، وهو أمر ضروري في منع الحيوانات العاشبة من استغلال هذا النظام الضدي.  تستطيع ديدان الحشد (يرقات Spodoptera )، من خلال آليات غير معروفة، زيادة نشاط مسار حمض الساليسيليك في الذرة، مما يؤدي إلى انخفاض تخليق حمض الجاسمينيك، ولكن بفضل وساطة NPR1، لا تنخفض مستويات حمض الجاسمينيك بمقدار كبير. 

## المشتقات
يتم تحويل حمض الجاسمونيك أيضًا إلى مجموعة متنوعة من المشتقات بما في ذلك إستر ميثيل جاسمونات . يتم تحفيز هذا التحويل بواسطة إنزيم كربوكسيل ميثيل ترانسفيراز حمض الياسمين.  ويمكن أيضًا أن يكون مترافقًا مع الأحماض الأمينية في بعض السياقات البيولوجية. يوفر نزع الكربوكسيل رائحة الياسمين ذات الصلة.